# Hyphydrus alluaudi
Hyphydrus alluaudi är en skalbaggsart som beskrevs av Régimbart 1889. Hyphydrus alluaudi ingår i släktet Hyphydrus och familjen dykare. Inga underarter finns listade i Catalogue of Life.